# Завдаток
Завдаток — грошова сума або рухоме майно, що видається кредиторові боржником у рахунок належних з нього за договором платежів, на підтвердження зобов'язання і на забезпечення його виконання (відповідно до ст. 570 Цивільного кодексу України).
Завдаток — деяка грошова сума, яку одна сторона договору передає іншій стороні цього ж договору як доказ укладення договору, в рахунок виконання зобов'язань по ньому і в забезпечення виконання зобов'язань за цим договором.

## Основні відмінності завдатку від авансу
- Якщо той, хто дав завдаток, несе відповідальність за невиконання зобов'язання за договором, завдаток повністю залишається у іншої сторони договору;
- Якщо той, хто отримав завдаток, несе відповідальність за невиконання зобов'язання за договором, він зобов'язаний повернути завдаток у подвійному розмірі.

## Умови існування завдатку
Для існування завдатку необхідно виконати одночасно дві умови: 1) у договорі (або розписці) про завдаток обов'язково має бути зазначено, що це саме завдаток; 2) вже має існувати основне зобов'язання, на виконання котрого передається завдаток.

## Джерело
- Про завдаток у питаннях і відповідях [Архівовано 20 жовтня 2010 у Wayback Machine.]